# 星越

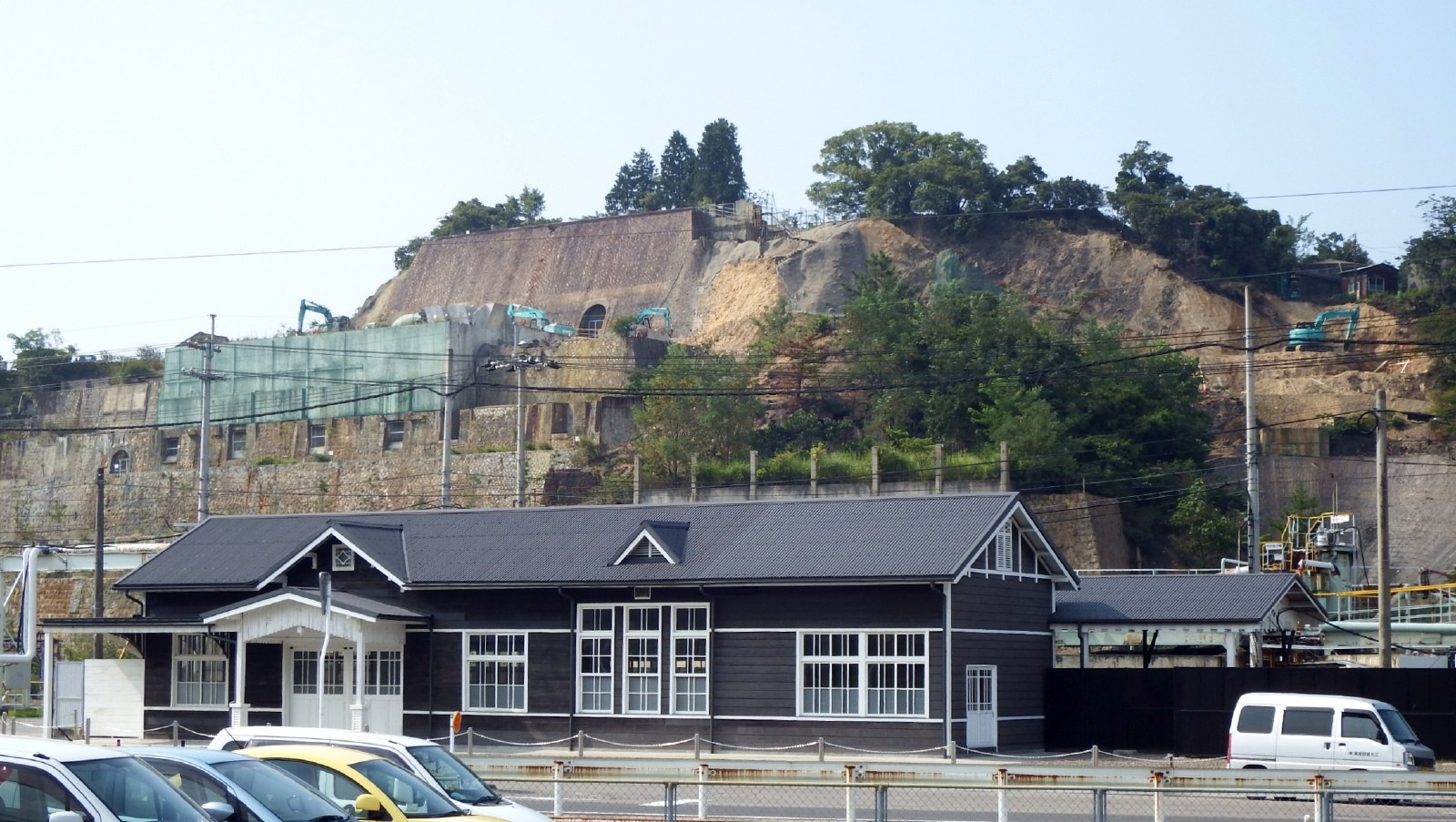
星越選鉱場と星越駅

星越（ほしごえ）は、愛媛県新居浜市の地名。

## 概要
別子銅山では、時代が経るにつれ採掘された鉱石に含まれる銅比率が低下し低品位の鉱石からでも製錬ができるように、金子村前山（現在地）の斜面に浮遊選鉱場を建設し大正14年（1925年）4月竣工した。さらに翌年9月には合理化のため東平の粉・粒選鉱場も移設し、浮遊・比重両法併用の選鉱操業により処理能力は1日900tになった。選鉱場建設と同時に、別子鉱山鉄道下部線の拠点として星越駅も設置された。昭和4年11月からは選鉱場の前の水田と湿地帯に山田社宅が造られ、星越駅は通勤客のため一般客も利用できる玄関口としての駅になった。

## 施設
- 日暮別邸記念館：四阪島にあった別荘を移築し、2018年11月1日より一般公開
- 展望台：上記館より徒歩約150mで一番高い所から新居浜市を360度見渡せる。
- 星越選鉱場：2009年操業停止、2010年8月より解体工事。
- 星越駅：2016年改装。
- 星越トンネル：明治26年（1893年）建設、長さ約110m。星越から惣開へのトンネル。
- 太鼓橋：線路の上をまたぐ橋で、山田住宅から選鉱場への道。
- 山田社宅：最大約250戸で約1000人が住んだ。[3]

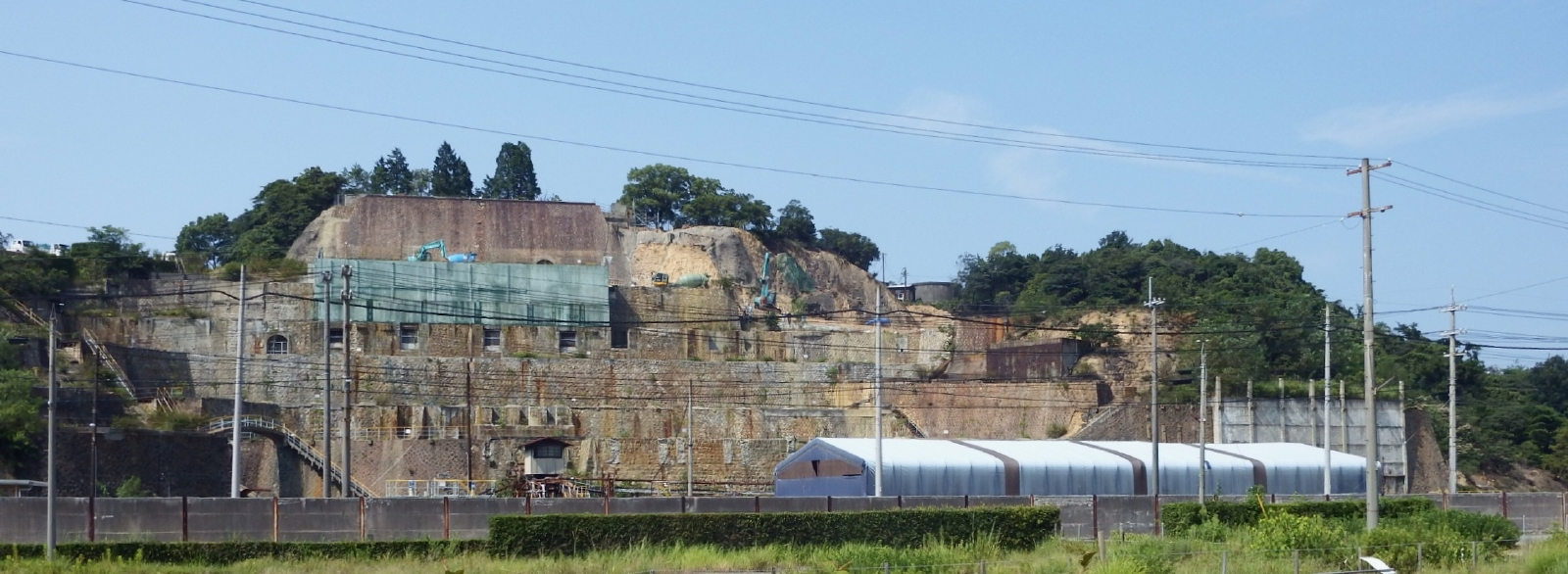
星越選鉱場
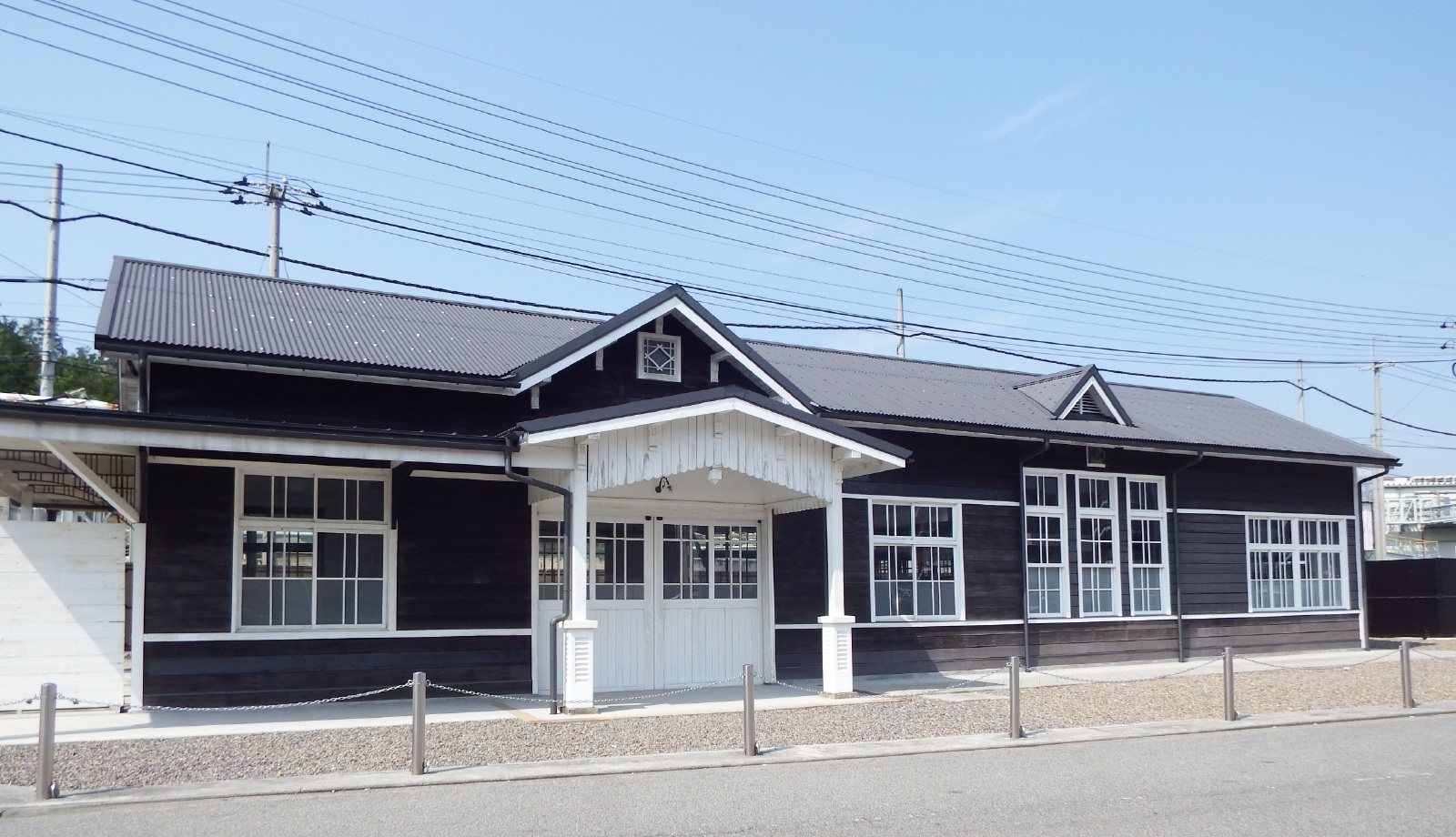
星越駅
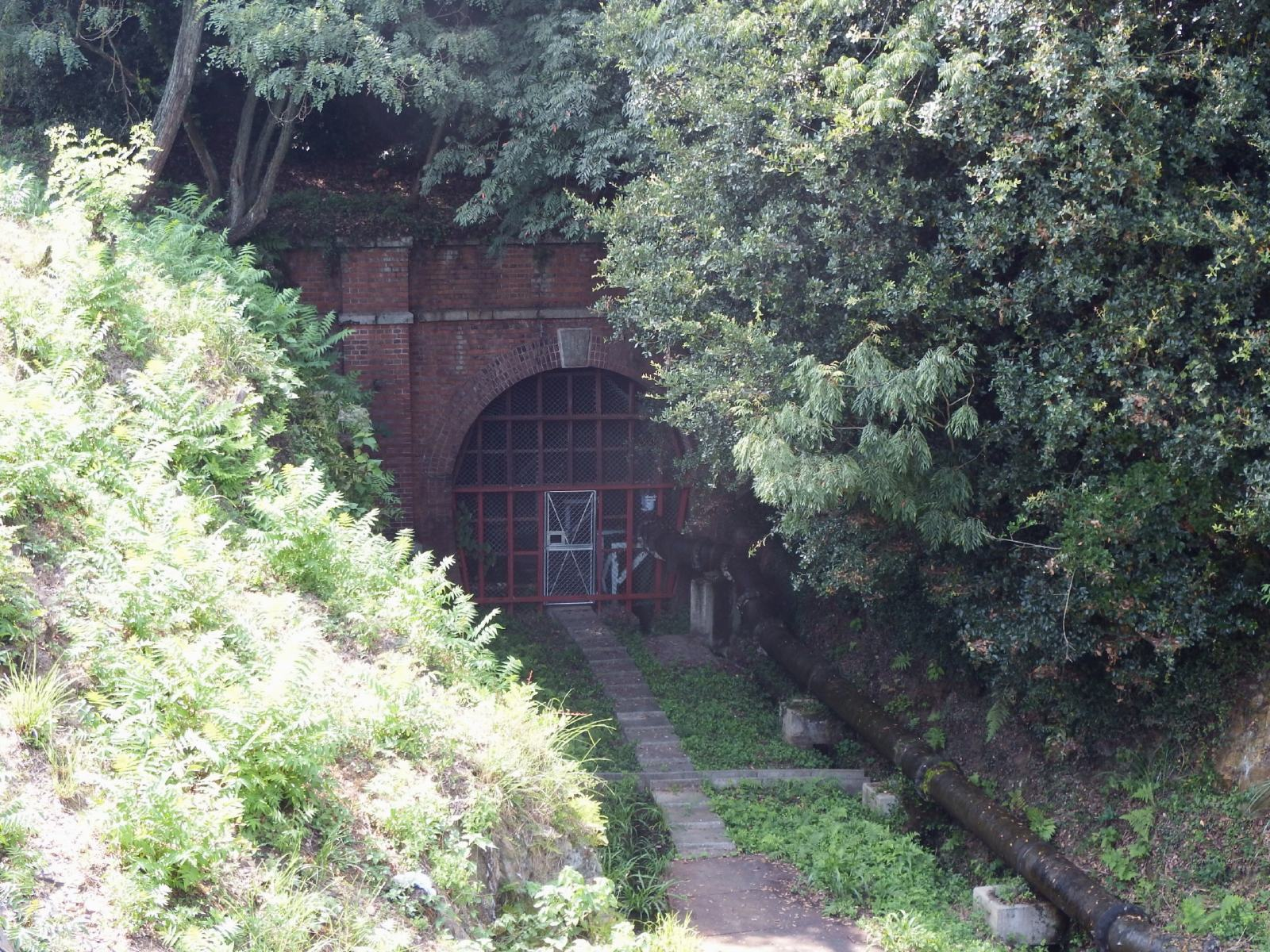
星越トンネル
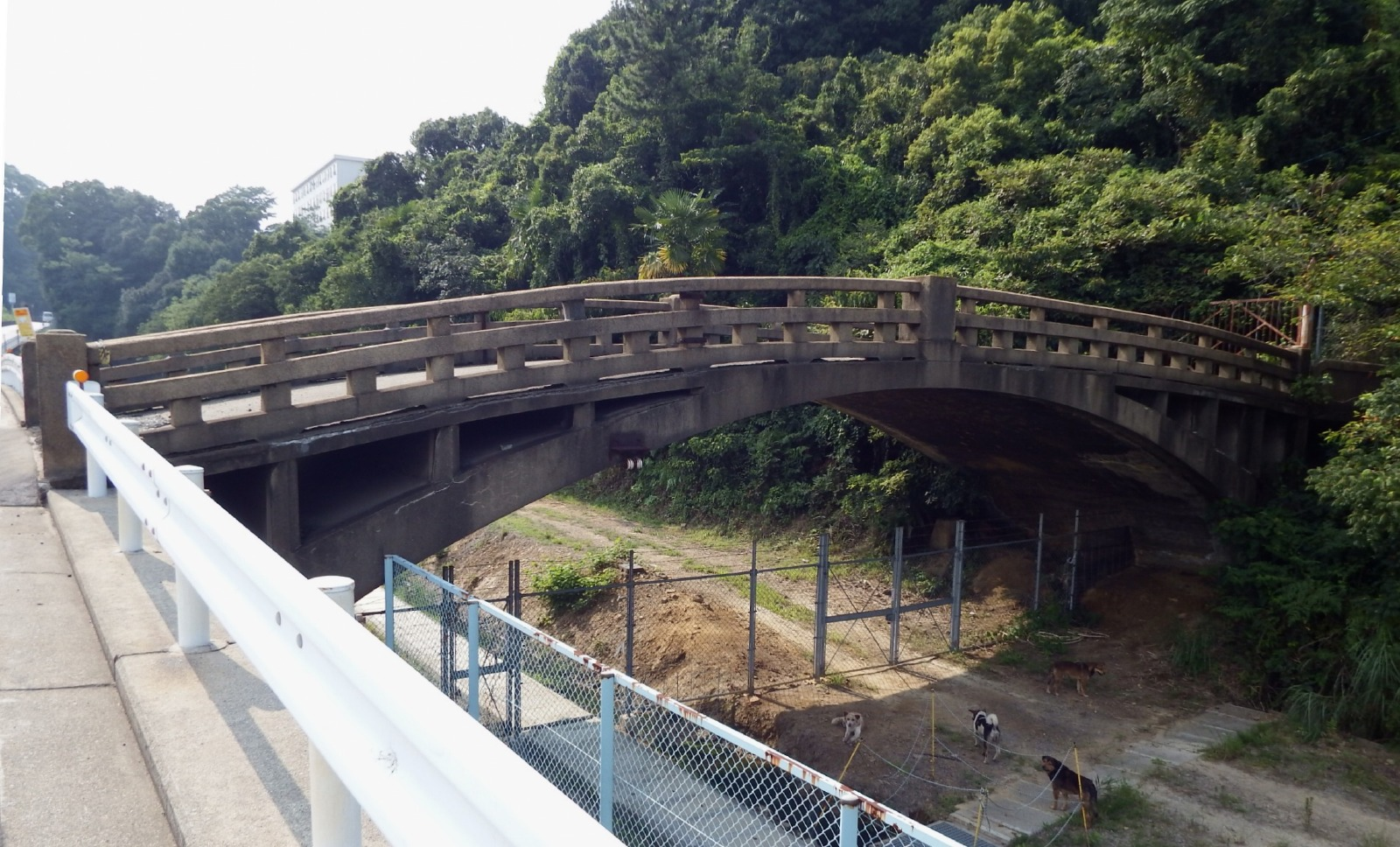
太鼓橋
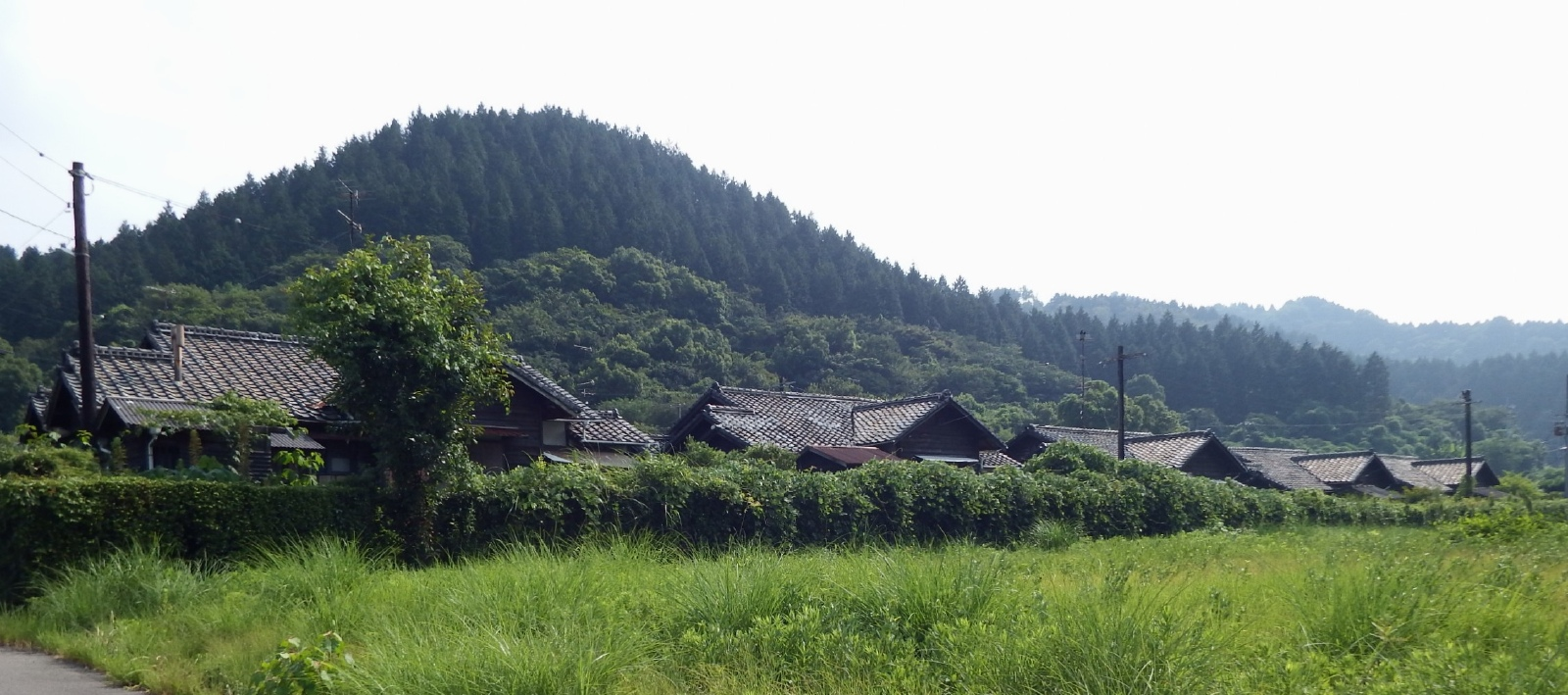
かつての山田社宅

## 周辺の関連遺産

### 泉寿亭
平成3年（1991年）別子銅山開坑300年記念として、泉寿亭（せんじゅてい）の跡地に「別子銅山記念図書館」が建設されることになり、その玄関と客室の一部がマイントピア別子に移築され公開された。
泉寿亭は、昭和12年（1937年）住友企業の迎賓館として建てられ、4000坪の敷地の中に建坪1300坪一部二階建ての五棟27室の建物が廊下で接続され、各部屋はひとつひとつ違った作りになっていた。なお、泉寿とは江戸時代の住友の屋号「泉屋」を寿ぐ（ことほぐ）という意味である。

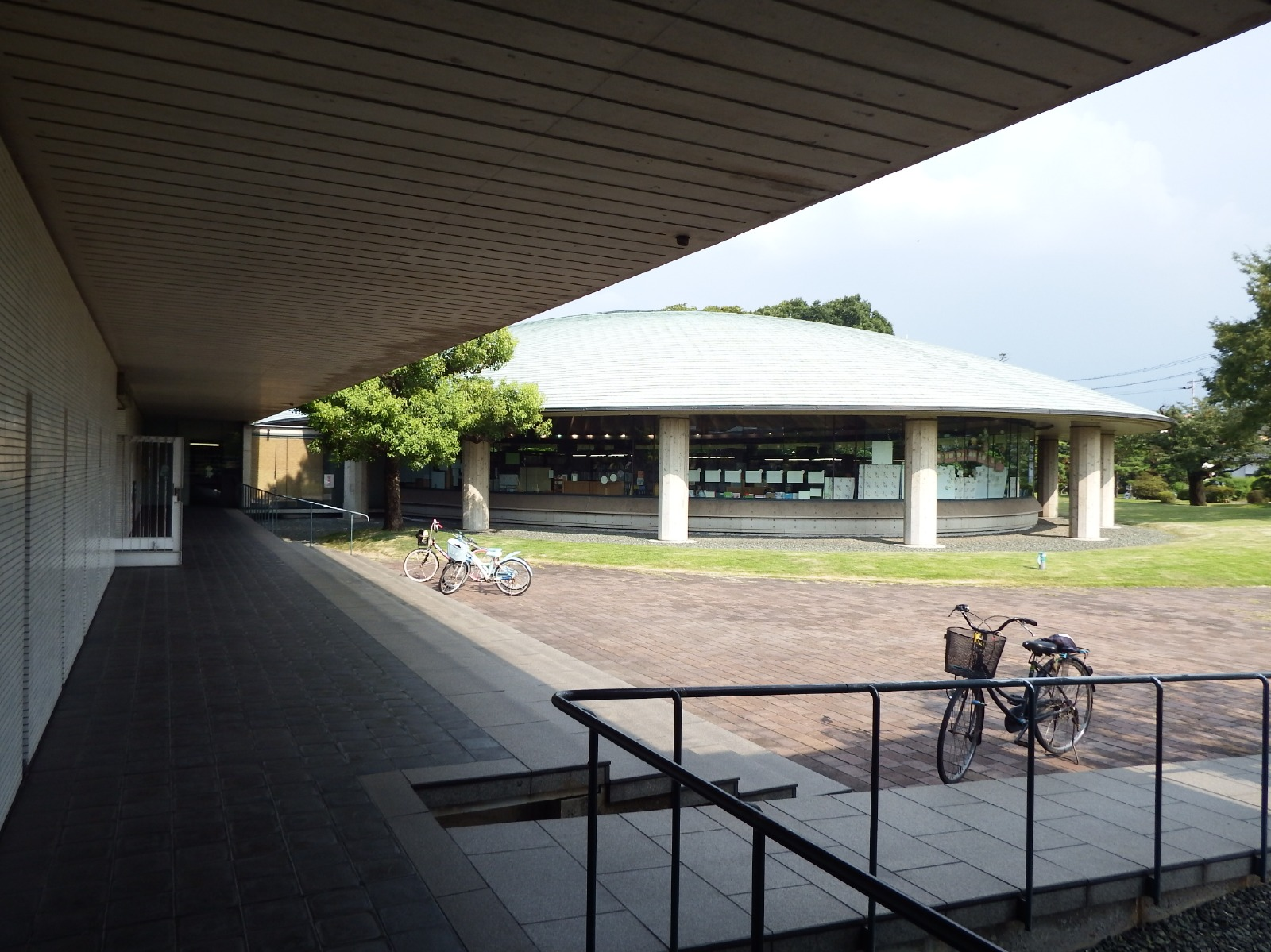
別子銅山記念図書館
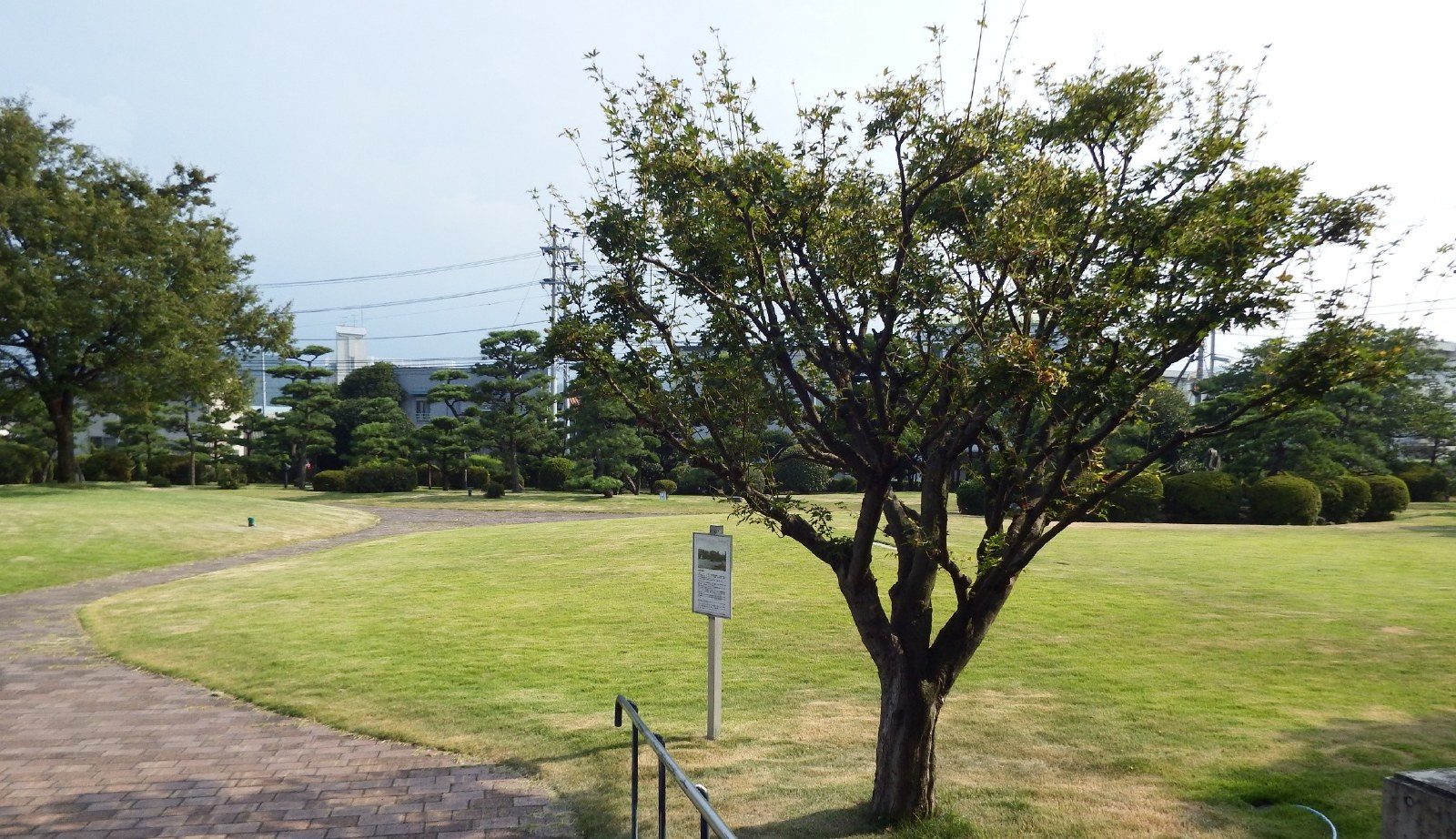
泉寿亭跡地
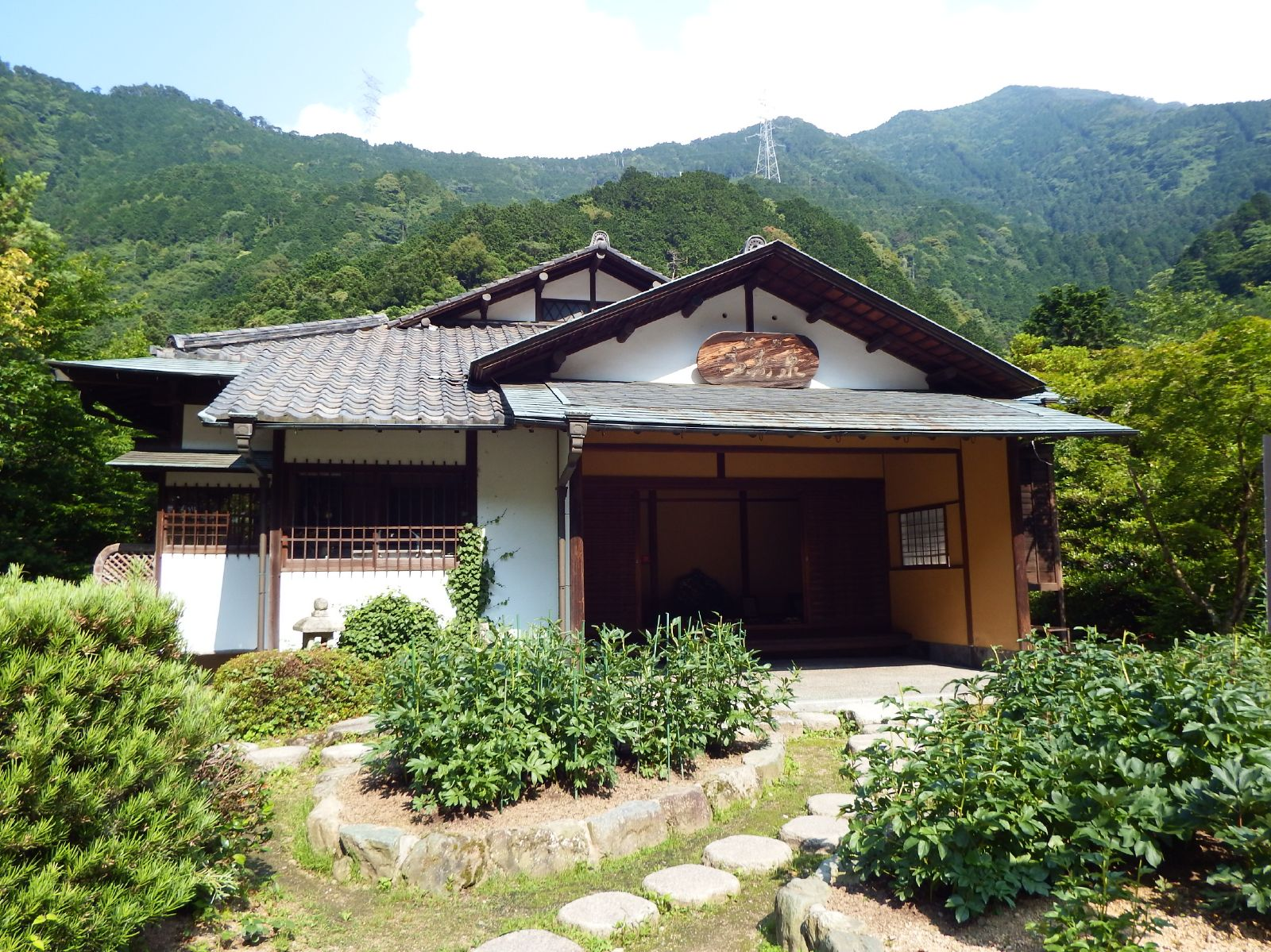
泉寿亭
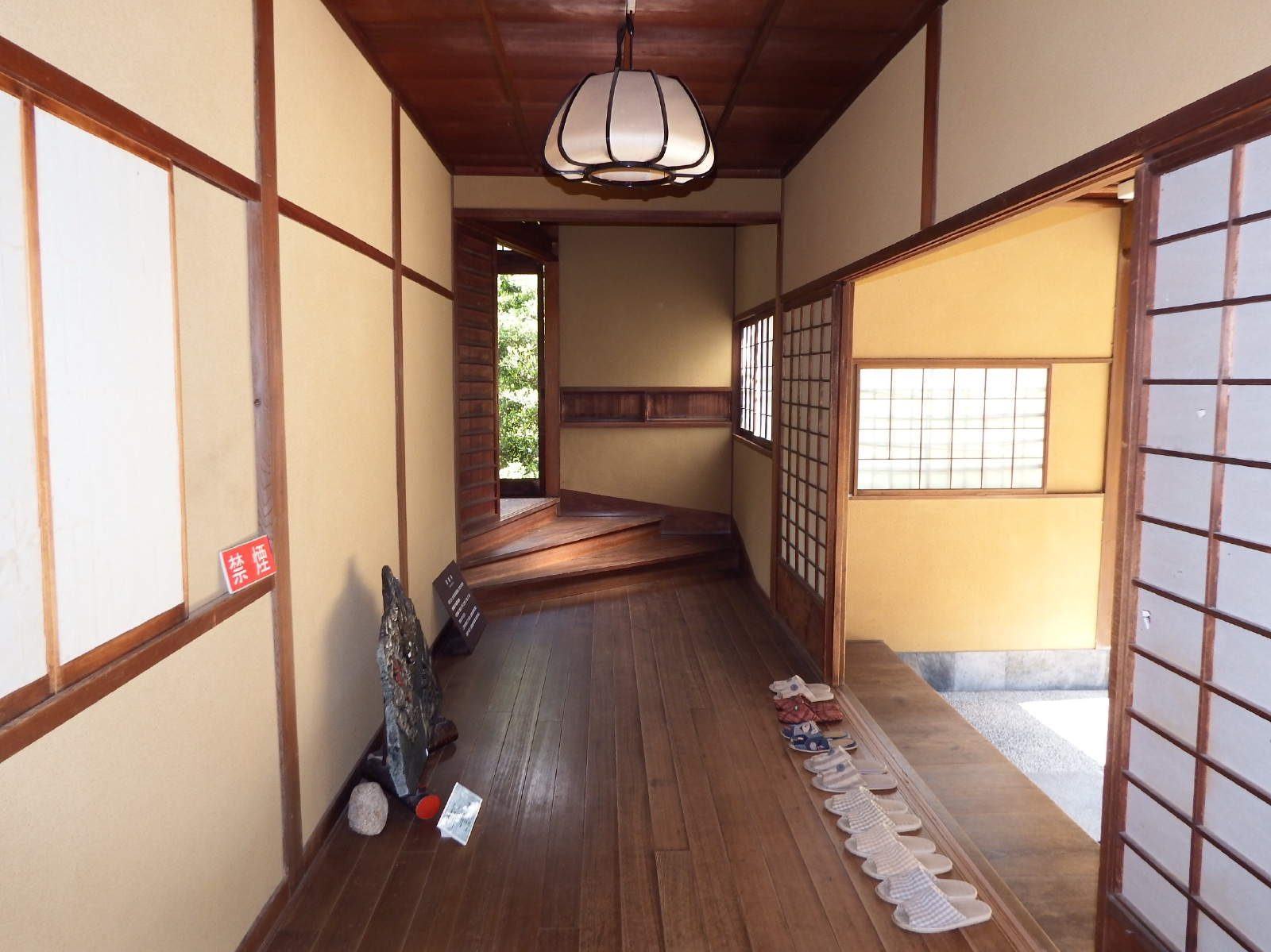
泉寿亭の玄関
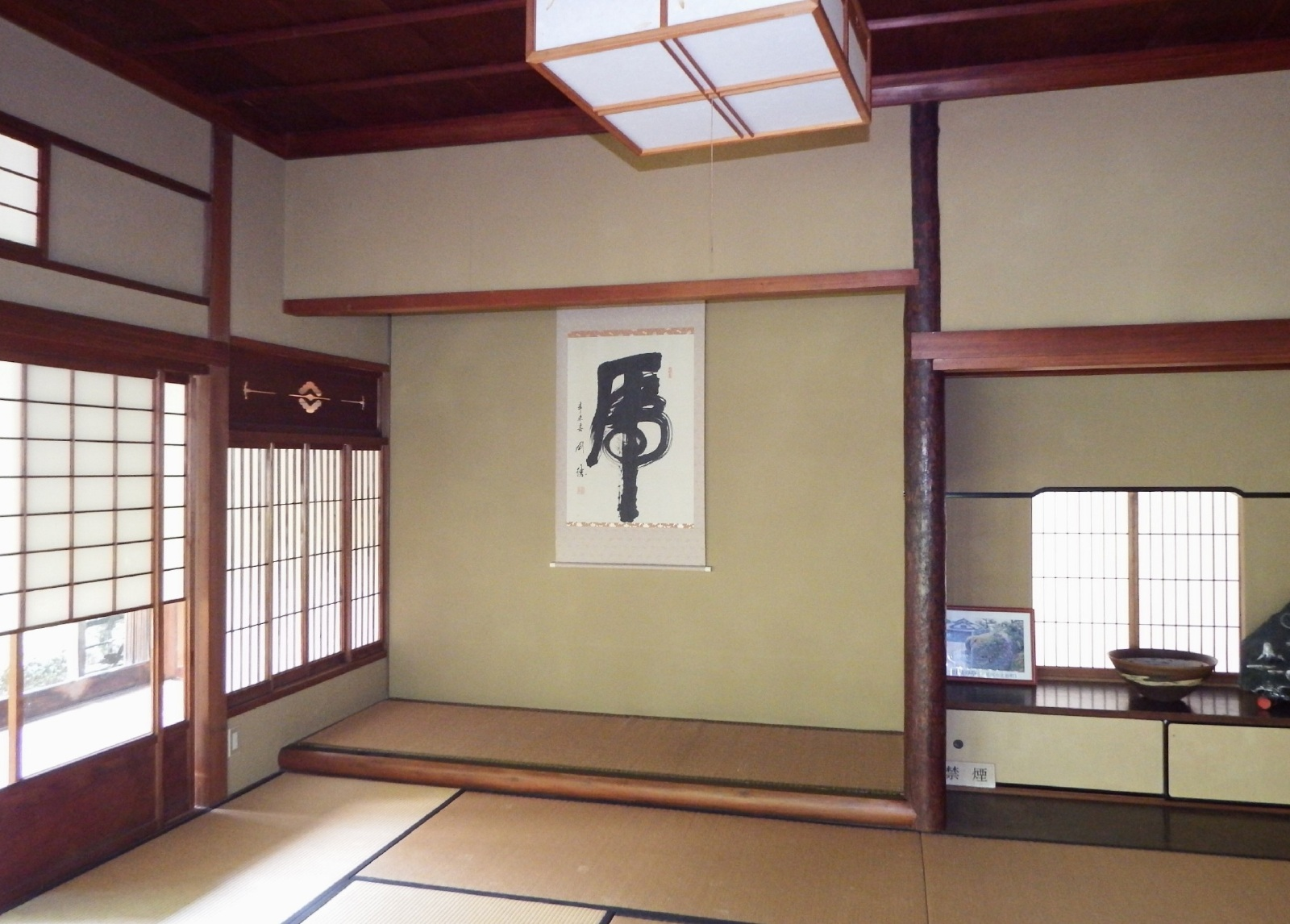
泉寿亭の客室

### その他
- 住友倶楽部：昭和11年（1936年）2月1日竣工、2010年より「住友金属鉱山人材開発センター星越館」として使用[5]。
- 住友化学愛媛工場歴史資料館：詳しくは住友化学愛媛工場歴史資料館を参照
- 別子銅山口屋跡：詳しくは口屋を参照
- 別子銅山記念図書館：北新町10番1号
- 自彊舎跡（じきょうしゃあと）：鷲尾勘解治（わしおかげじ）は鉱夫として従事の後、明治45年（1912年）旧別子に青年鉱夫を訓育する私塾「自彊舎」を発足させた。その後東平を経て、昭和元年（1926年）には角野新田へ移転して研修を重ね優秀な人材を輩出した。昭和33年には、菊本を活動の拠点としで昭和59年（1981年）4月13日101歳で没するまで社会教育活動に専念した。[6]かつて昭和通りに架かっていた翁命名の共存橋・共栄橋の橋柱が展示されている。所在地：北緯33度58分15.64秒 東経133度16分53.73秒

住友倶楽部
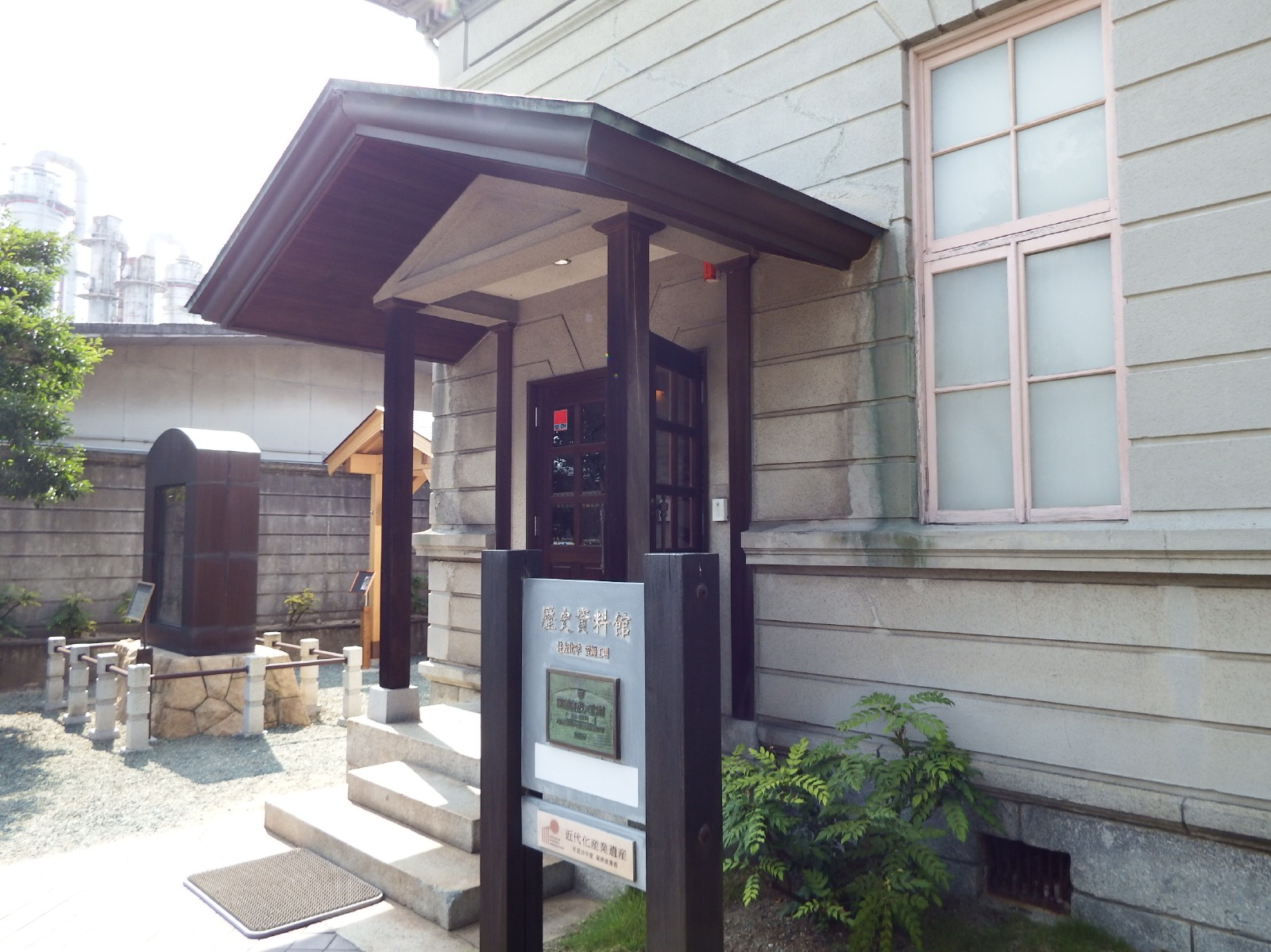
住友化学愛媛工場歴史資料館
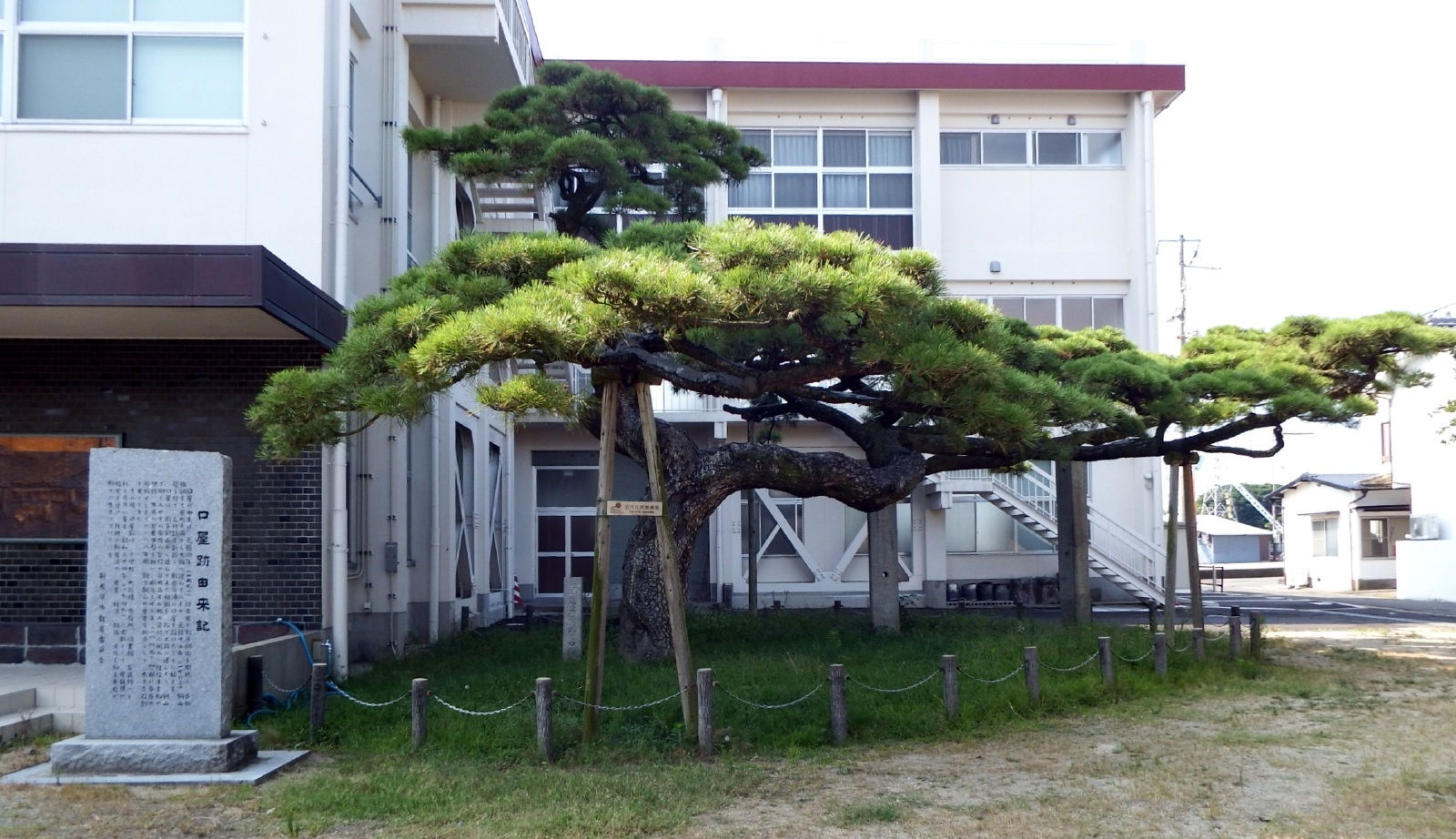
別子銅山口屋跡
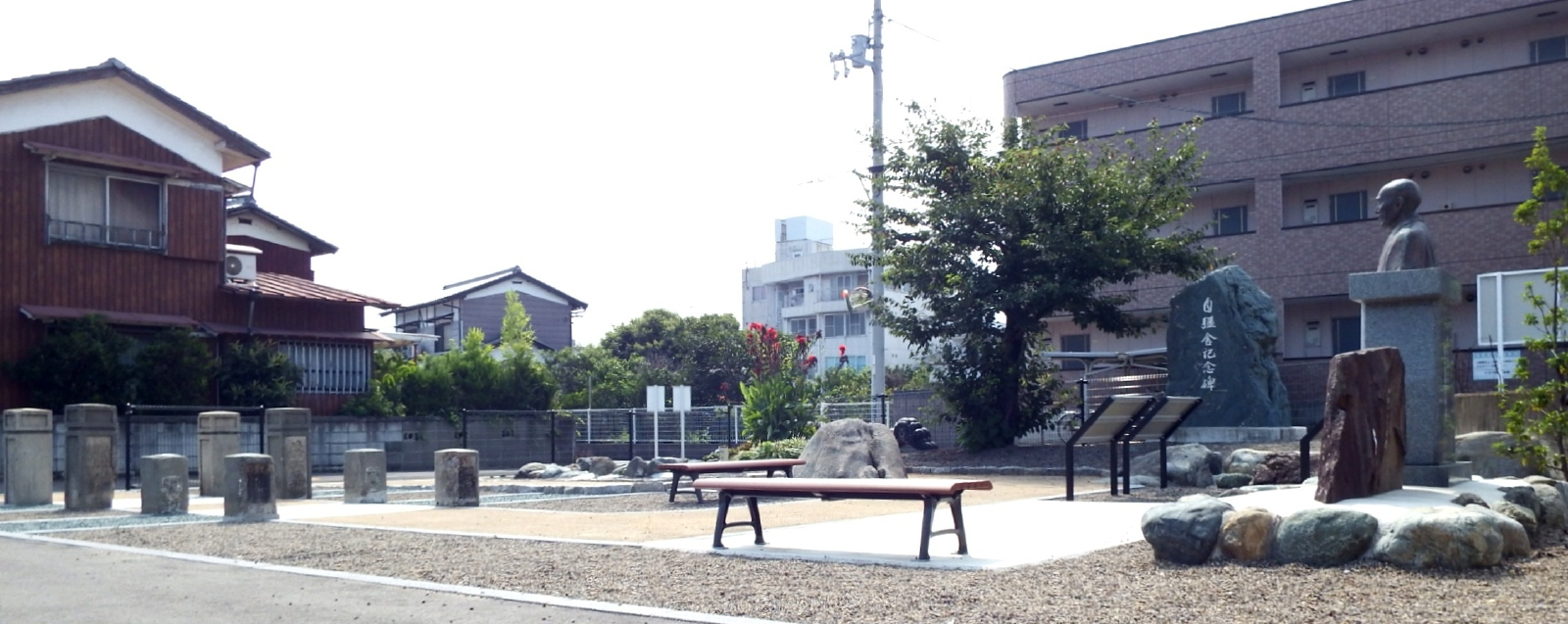
自彊舎跡

## 文化財
国の登録有形文化財
- 旧住友鉱業株式会社別子鉱業所長社宅主屋：令和2年8月17日指定
- 旧住友鉱業株式会社別子鉱業所長社宅応接棟：上記と同一敷地、令和2年8月17日指定
- 旧住友鉱業株式会社別子鉱業所長社宅茶室：上記と同一敷地、令和2年8月17日指定
- 旧住友別子鉱山株式会社外国人技師東社宅：令和2年8月17日指定
- 旧住友別子鉱山株式会社外国人技師西社宅：上記と同一敷地、令和2年8月17日指定
- 旧住友化学工業株式会社幹部社宅：令和2年8月17日指定
- 旧住友共同電力株式会社幹部社宅：令和2年8月17日指定
- 旧住友共同電力株式会社監査役社宅：令和2年8月17日指定

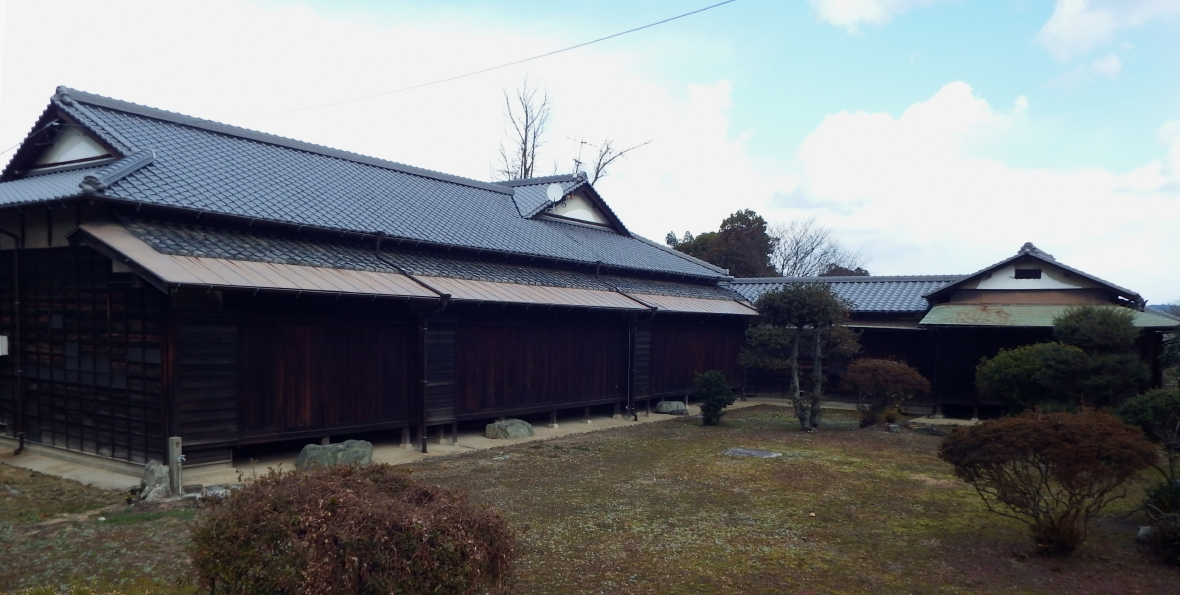
旧住友鉱業株式会社別子鉱業所長社宅主屋
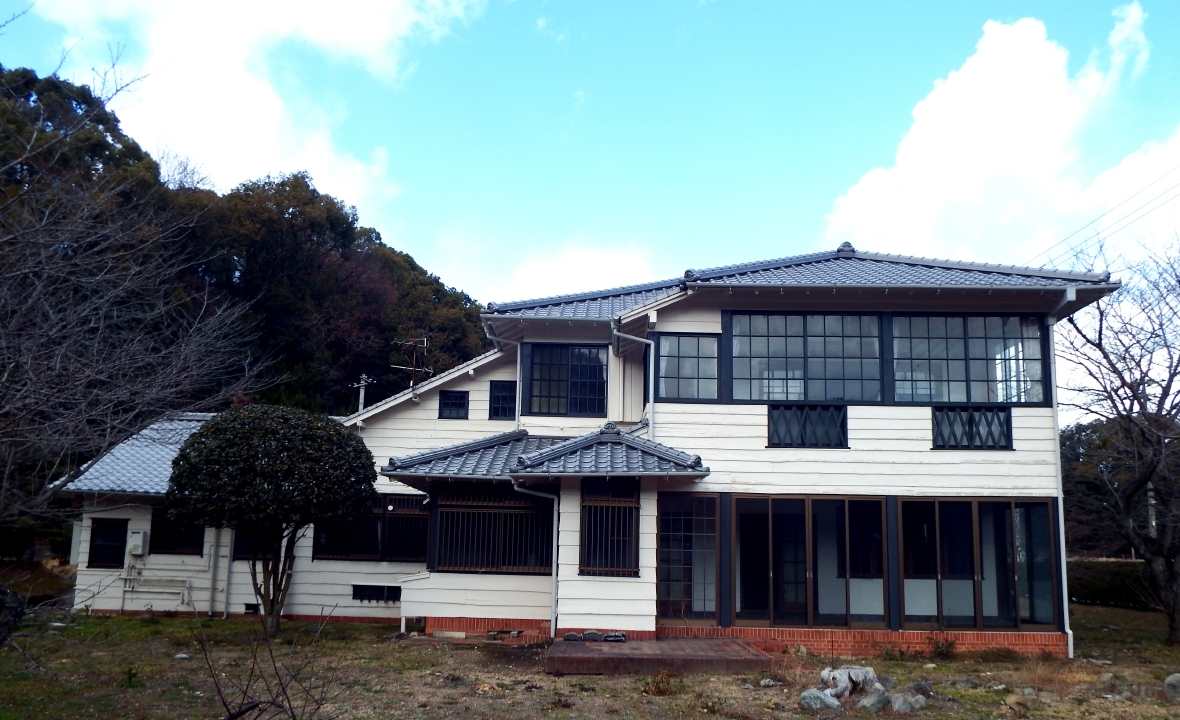
旧住友別子鉱山株式会社外国人技師東社宅
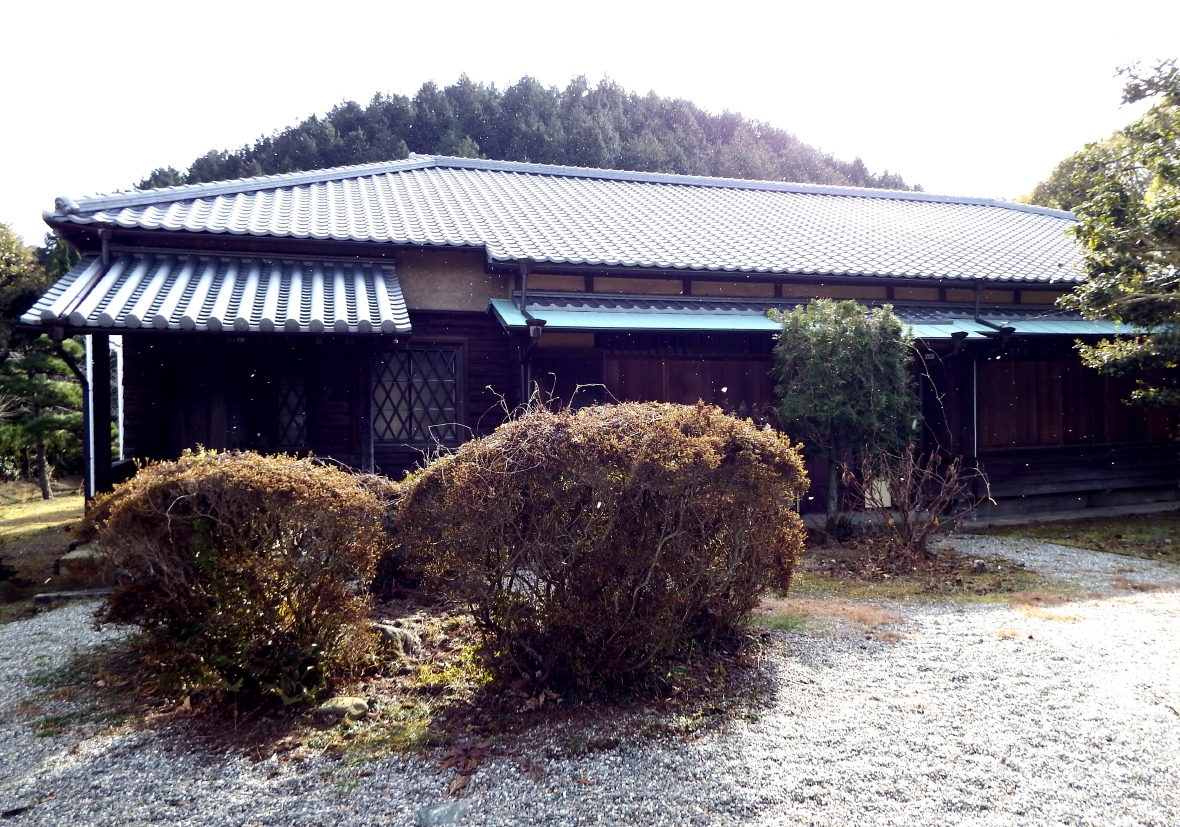
旧住友化学工業株式会社幹部社宅

- 旧泉寿亭特別室棟：平成21年8月7日指定
- 住友化学愛媛工場歴史資料館：平成13年4月24日指定

新居浜市指定有形文化財（古文書）
- 白石家文書：別子銅山記念図書館蔵、平成16年8月5日指定
- 野田家文書：別子銅山記念図書館蔵、平成16年8月5日指定